# Véronique Biordi-Taddei
 (juillet 2024).
Si vous disposez d'ouvrages ou d'articles de référence ou si vous connaissez des sites web de qualité traitant du thème abordé ici, merci de compléter l'article en donnant les références utiles à sa vérifiabilité et en les liant à la section « Notes et références ».
Véronique Biordi, née à Arlon le 22 mars 1968 est une femme politique belge, membre du Parti socialiste.
Elle est graduée en secrétariat de direction.

## Fonctions politiques
- Conseillère provinciale de la province de Luxembourg[1]
- Conseillère communale à Aubange
  - Première échevine
  - Bourgmestre de 2012 à 2018
- Députée wallonne :
  - depuis le 18 juin 2014 en remplacement de Philippe Courard[2], empêché durant 3 mois